# Una commedia sexy in una notte di mezza estate
Una commedia sexy in una notte di mezza estate (A Midsummer Night's Sex Comedy) è un film del 1982 scritto, diretto e interpretato da Woody Allen.
La trama è vagamente ispirata al film del 1955 Sorrisi di una notte d'estate del regista svedese Ingmar Bergman. Fu il primo dei tredici film che Allen girò con Mia Farrow tra gli interpreti. Il suo ruolo era stato originariamente scritto per Diane Keaton, altra abituale collaboratrice di Allen, ma Keaton era all'epoca impegnata nella promozione del film Reds.
La pellicola ha ricevuto recensioni contrastanti ed è stata un successo commerciale minore. Tuttavia, il film è stato candidato a un Razzie Award come peggior attrice, per la Farrow - l'unica volta che un film di Allen è stato candidato a un Razzie.

## Trama
1906: Tre coppie passano un fine settimana estivo in una casa di campagna del New Jersey. Leopold è un anziano e onorato docente universitario, alla vigilia delle nozze con l'eterea Ariel; Maxwell è un medico libertino, in occasionale compagnia della disinibita infermiera Dulcy; padroni di casa sono lo strampalato inventore Andrew e la moglie Adrian.
Durante tutto un lungo pomeriggio e una notte irrequieta, fra i componenti delle tre coppie avvengono approcci, corteggiamenti, scambi, equivoci, appuntamenti, tentativi di recuperare un passato irrimediabilmente trascorso, fino a uno scioglimento drammatico e fiabesco.

## Produzione
Il film è stato girato in parte in concomitanza con un altro film di Allen, Zelig. Allen spiegò l'ispirazione per la scrittura del film:

## Distribuzione
Il film debuttò il 16 luglio 1982 negli Stati Uniti in 501 sale, incassando 2,514,478 dollari nel weekend d'apertura. L'incasso globale fu di 9,077,269 dollari.

## Accoglienza
Sull'aggregatore di recensioni Rotten Tomatoes ha un indice di gradimento del 74% basato su 27 recensioni; il consenso critico del sito recita: "Può non essere il miglior film di Woody Allen, ma il divertimento schiumoso di Una commedia sexy in una notte di mezza estate vale il tempo passato a vederlo."
Janet Maslin del The New York Times scrisse: "Qualunque cosa stia facendo il signor Allen nel costruire questo film carino, leggero e delicatamente divertente, non sta facendo quello che sa fare meglio. Una commedia sexy in una notte di mezza estate dà l'impressione di qualcuno che parla fluentemente ma formalmente in una lingua che non è la sua." Roger Ebert diede al film 2 stelle su 4 motivando: "Non mi oppongo a Una commedia sexy in una notte di mezza estate solo perché è diverso dai suoi film precedenti, ma anche perché è un film alla deriva. Non sembra esserci un'idea guida dietro, un tono sicuro che ci dia la certezza che Allen sappia cosa vuole fare." Gene Siskel gli assegnò 2 stelle e mezzo su 4, definendolo "un film carino, ma inconsistente." Variety definì il film "una piacevole delusione, piacevole perché [Allen] ottiene tutte le risate che cerca in un film visivamente affascinante e dal ritmo dolce, una delusione perché non ne cerca di più." Sheila Benson del Los Angeles Times scrisse: "Quello che è più deludente in Una commedia sexy è che, nonostante tutti i suoi incessanti – e anacronistici – discorsi, c'è una grave carenza di nuove idee da parte dello sceneggiatore e regista Allen. L'idea più completa del film è che un'opportunità, una volta persa, non può mai più essere riconquistata. Avremmo potuto sperare in questo, e molto di più, da uno degli innovatori più sfacciati del grande schermo." Gary Arnold del The Washington Post scrisse: "Il problema cruciale con Una commedia sexy è che non si percepisce alcuna chimica sessuale persuasiva in nessuno dei presunti triangoli amorosi di accoppiamento. È impossibile credere che la suscettibilità di qualcuno sia profondamente scossa o che i sentimenti di qualcuno possano essere feriti. Allen non riesce a stabilire il senso di attrazione di base e la gravità emotiva che sottolinea la frivolezza del romantico nascondino." Pauline Kael del The New Yorker scrisse: "Il gruppo è piuttosto divertente, e per un po' il film sembra malizioso e piuttosto promettente (quando scopriamo, ad esempio, che il professore e la sua fidanzata si sono conosciuti in Vaticano). Gli spettatori potrebbero pensare che tutto stia andando verso un grande ed esplosivo finale comico. Ma non succede nulla di concreto, nemmeno gli scontri previsti. Non si scatena nulla."